# Вувузела

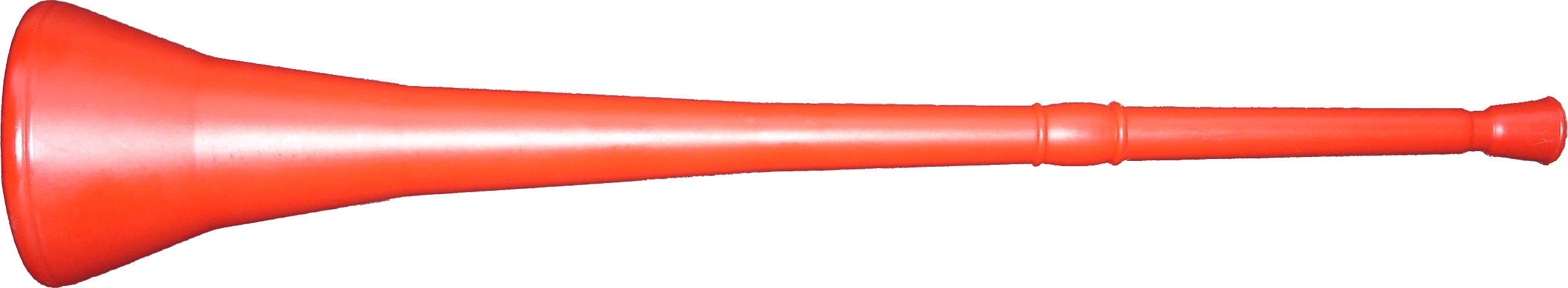
Пластикова вувузела

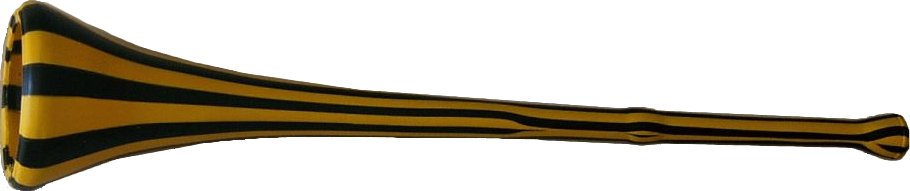
Двоколірна вувузела

Вувузела, також знана як лепатата (у сванській мові) та стадіонний ріжок — ріжок завдовжки близько метра, що часто використовується вболівальниками на футбольних матчах у Південній Африці. За однією з версій слово походить з зулу й означає «робити шум» .
Зроблена з олова вувузела здобула популярність у Південній Африці в дев'яностих роках двадцятого століття. У 2001 році південноафриканська компанія Masincedane Sport почала масовий випуск пластикової версії інструмента. При грі вувузела виробляє монотонний шум, схожий на дзижчання рою бджіл. Вувузела — незамінна «зброя» фанатів на футбольних матчах між найбільшими футбольними клубами Південної Африки «Кайзер Чіфс» і «Орландо Пайретс». При цьому вболівальники «Вождів» сурмлять у жовті вувузели, в той час, як вболівальники «Піратів» підтримують свою команду за допомогою чорно-білих інструментів.

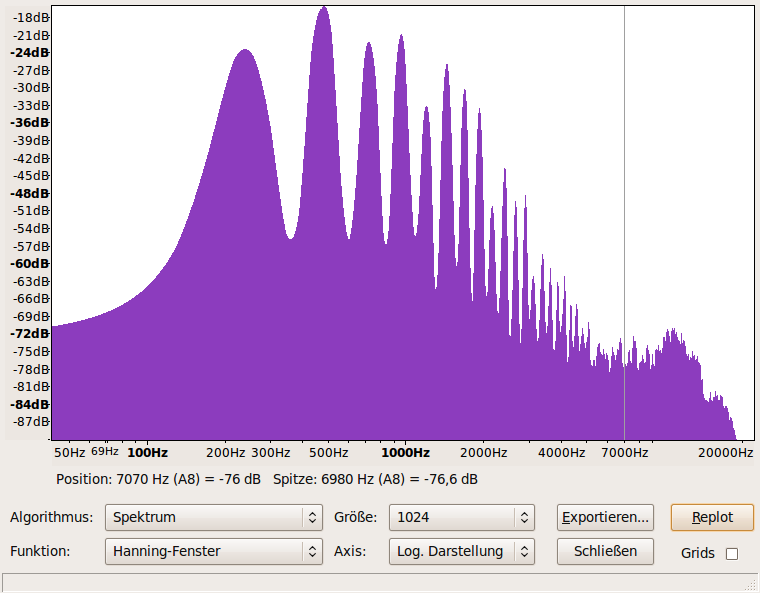
Спектр звучання вувузели

Противники використання вувузел на стадіонах заявляють, що, на їх погляд, інструмент звучить безсистемно і шумно і заважає футболістам і тренерам зосередитися на власне грі.

Твердження, що вувузели мають глибоке коріння в африканській культурі неодноразово викликали сумнів. Проте відомо, що в племенах Африки аборигени сурмили у виготовлені з рогів антилопи ріжки для того, щоб сповістити плем'я про збори. Також вузузели можливо використовувалися під час полювання для залякування бабуїнів.

## Кубок конфедерацій 2009таЧемпіонат світу 2010
Вувузели привернули до себе велику увагу під час проведення Кубка конфедерацій 2009, що пройшов у Південній Африці. ФІФА пригрозила заборонити використання вувузел на Чемпіонаті світу 2010, пояснюючи це тим, що хулігани можуть використовувати їх як зброю, а також тим, що різні компанії отримають можливості розміщувати комерційну рекламу на вувузелах. Однак Південноафриканська футбольна асоціація заявила, що вувузели є невіддільною частиною культури південноафриканського футбольного вболівання, і ФІФА в липні 2008 року зняла заборону. Вувузели були дозволені на всіх матчах Кубка конфедерацій 2009 і не заборонені на Чемпіонаті світу 2010.

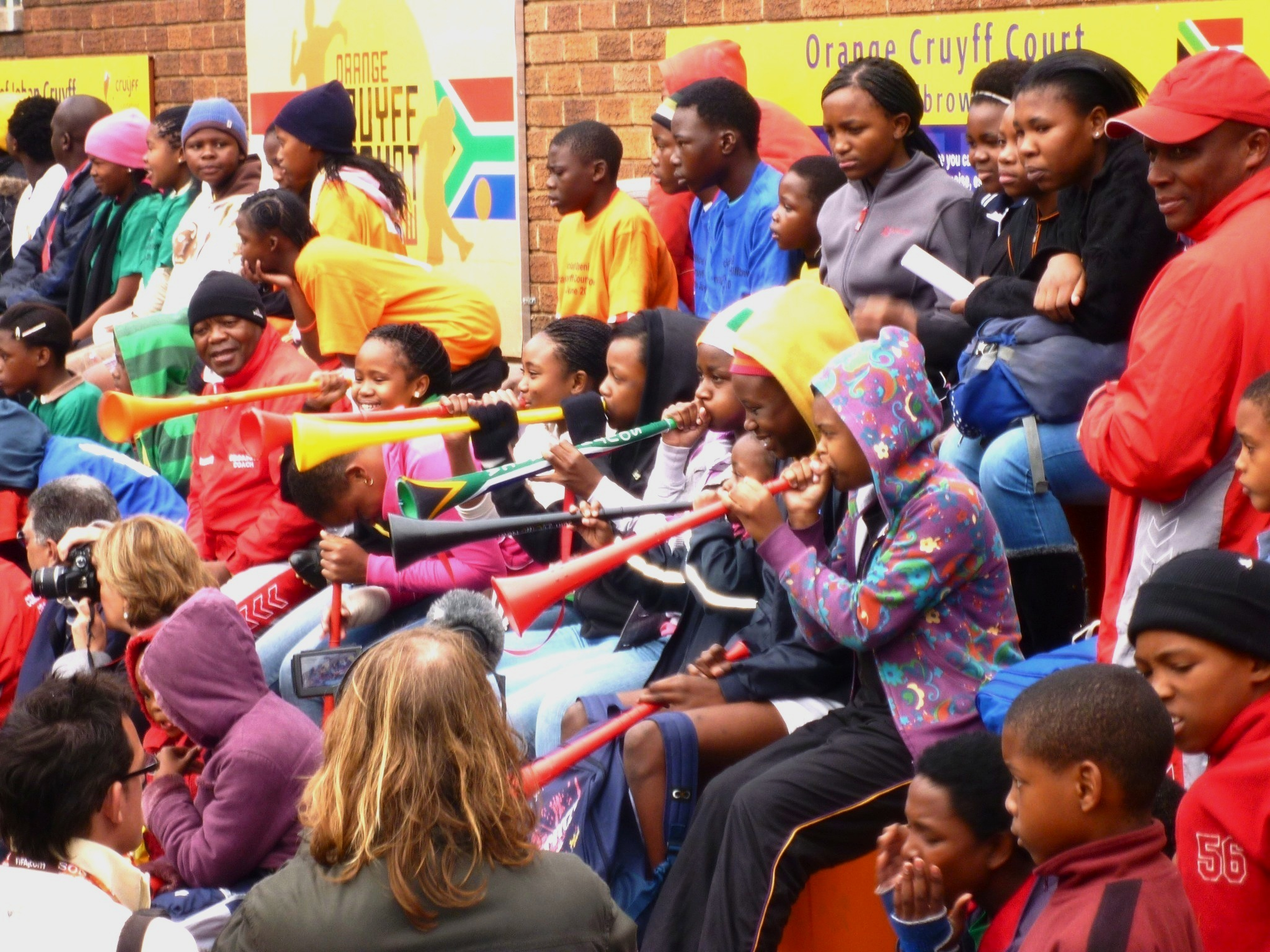
Вувузела на трибунах в руках південноафриканських вболівальників

Деякі футбольні коментатори, гравці, а також інтернаціональна аудиторія глядачів виступають проти вувузел на міжнародних змаганнях, що проводяться під егідою ФІФА. ФІФА отримала скарги від декількох європейських телемовників, які висловилися на підтримку заборони на використання вувузел під час проведення Чемпіонату світу 2010, оскільки їх шум заглушає коментаторів. Півзахисник збірної Іспанії Хабі Алонсо заявив, що шум заважає гравцям сконцентруватися на грі.
Південноафриканські вболівальники, проте, заявляють, що цей інструмент створює яскраву і живу атмосферу на стадіоні, що це частина південноафриканської футбольної культури й можливість висловити свою відданість команді. У той час як фанати в інших країнах б'ють у барабани, дудять у труби та співають, південноафриканські вболівальники грають на вувузелах.
ФІФА заявила, що обговорить проблему із місцевим комітетом з підготовки чемпіонату світу 2010, проте вже після завершення Кубка конфедерацій, де вони будуть офіційно дозволені. Президент ФІФА Зепп Блаттер проти заборони вувузел. В одному з інтерв'ю він заявив: «Ми не повинні намагатися європеїзувати африканський Чемпіонат світу»  .

## Зображення

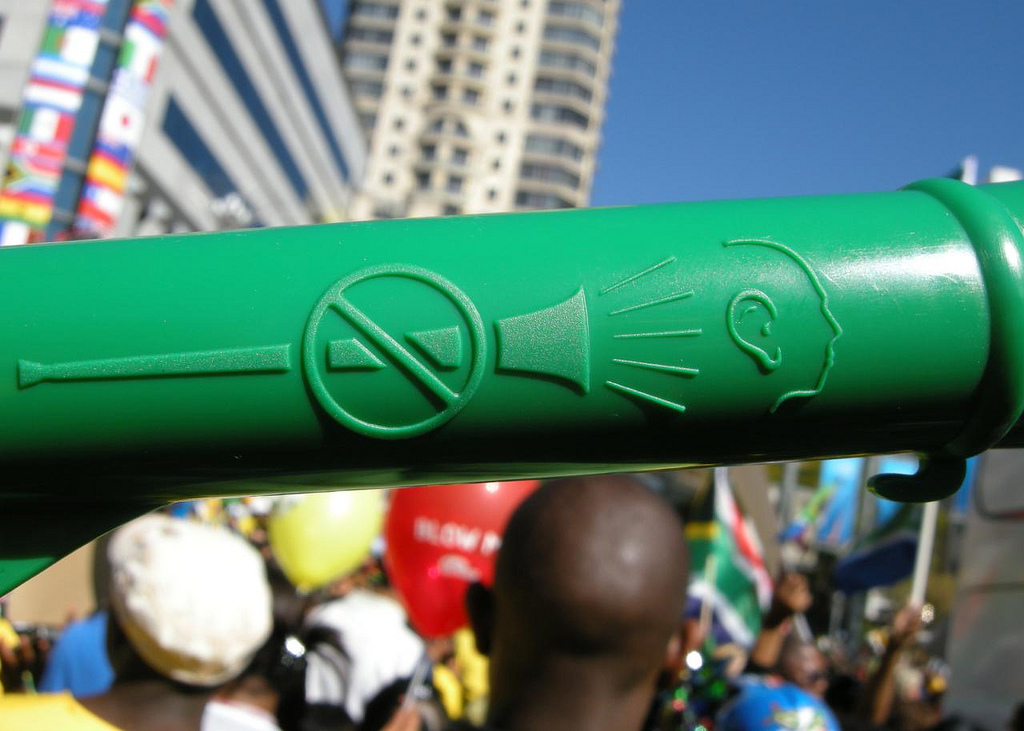
Значок-попередження на вувузелі. 2010 рік
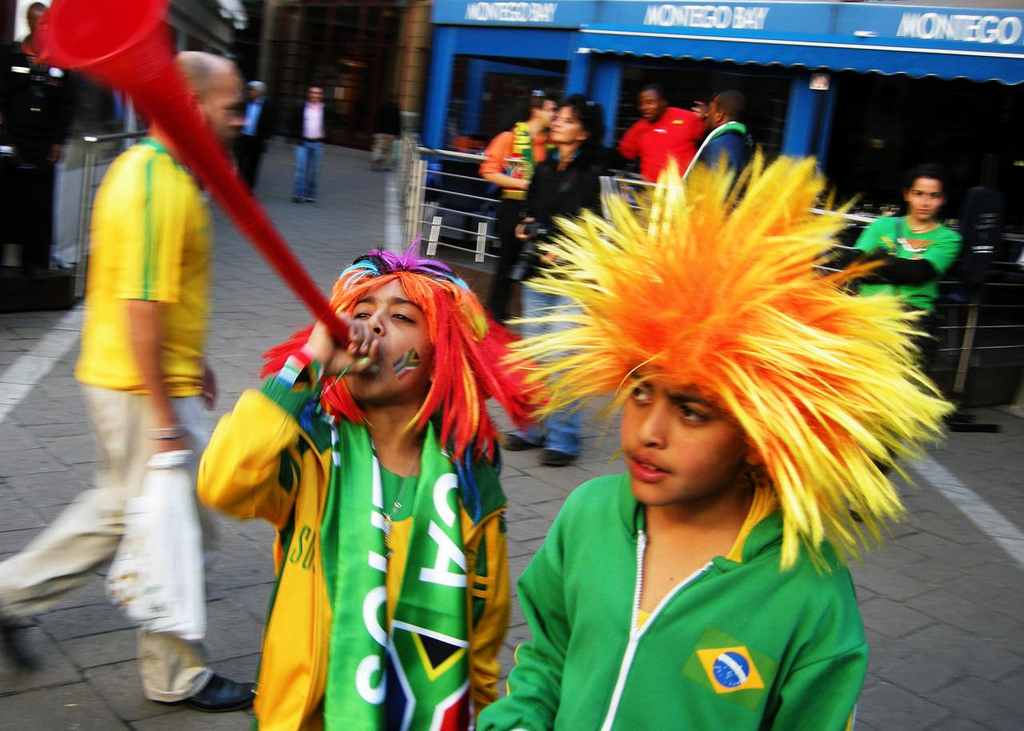
Вувузела в руках у вболівальників збірної Бразилії з футболу.
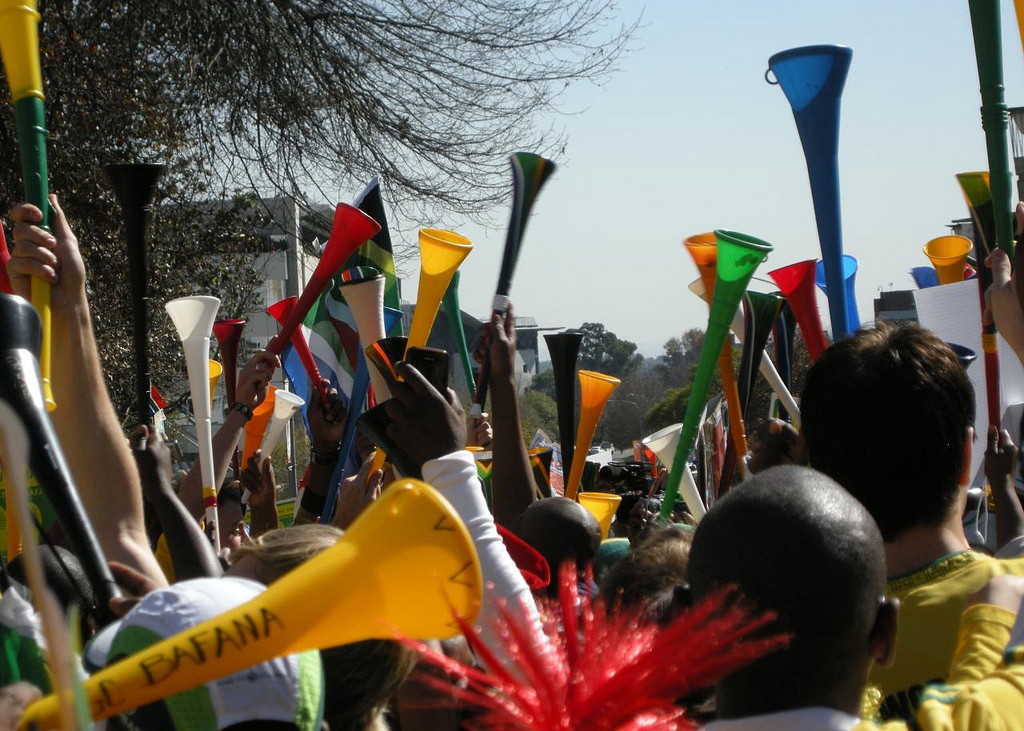
Вувузели різного кольору.